# 弾直樹

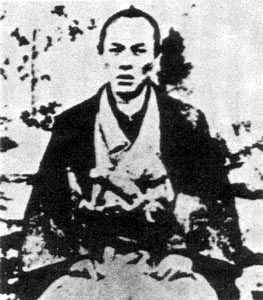
弾直樹肖像

弾 直樹（だん なおき、1823年（文政6年） - 1889年（明治22年）7月9日）は十三代目弾左衛門。
江戸浅草亀岡町にあって関八州と甲斐、駿河、陸奥の穢多を支配した穢多頭。幼名小太郎、後に集保。

## 経歴
摂津国菟原郡住吉村中ノ町（現・兵庫県神戸市東灘区住吉宮町）の寺田利左衛門の長子として誕生。母方の祖父は京都の元銭座村の長吏頭の専左衛門であり、母の妹は紀伊国海部郡広瀬の長吏・甚之丞に嫁いでいる。
先代の第十二代目弾左衛門・集司（大友周司、後の弾譲）は非人頭・車善七との間に問題を起こし押込の処分を受けて引退することとなり、跡継ぎとして彼が選ばれた。天保10年（1839年）幕命により周司の養子となり、天保11年（1840年）11月6日、十三代目弾左衛門を襲名。同年12月、太郎兵衛娘うらと結婚するが翌年離婚。慶応3年（1867年）2月、「賎称廃止の嘆願」を幕府へ提出していた彼は、慶応4年（1868年）1月29日、幕長戦争（長州征討）に協力した功で手下65人と共に平民への身分引き上げが幕府から認められ、弾内記と改名（俗名に矢野内記も用いた）。同年3月、甲陽鎮撫隊へ配下約100人を参加させる。明治3年（1870年）12月、弾直樹へ改名。
皮革や履物の製作は被差別部落の人々に充てられた役務の一つであり、調達ルートや技術の確立している皮革産業を、近代工業に育て上げる事を目指した。明治3年、莫大な資産を投じ東京府北豊島郡滝野川村（現・東京都北区滝野川）にあった滝野川反射炉の跡地に陸海軍造兵司所属の皮革製造伝習授業及軍靴製造伝習授業御用製造所を開設し、アメリカ人技師チャールス・ヘニンガーを傭聘して洋式皮革・軍靴の製造を開始する。しかし翌年3月、明治政府は「斃牛馬勝手処置令」により賎民の牛馬処理権を廃止、更に明治4年（1871年）8月28日の太政官布告（所謂解放令）により、賎民支配による皮革の独占で成り立ち、莫大な財産を擁していた彼の事業は大打撃を受けた。さらに明治5年（1872年）、政商・水町久兵衛と弾・水町組を設立して兵部省から軍靴12万足10ヵ年を受注するも、技術と経営の未熟さを理由として1年を待たずに一方的に解約された。製靴部門は同年12月、浅草亀岡町（現・台東区今戸）の彼の邸内へ移された。そして明治7年（1874年）、彼の皮革会社は倒産した。以降は経営の実権が三井組（後の三井銀行）に移り、三越の手代・北岡文兵衛と弾・北岡組を作り製靴部門のみの担当となった。
明治22年（1889年）7月9日、67歳にて病没。明治33年（1900年）3月2日、生前の功を賞して賞状及び銀盃下賜。墓は本龍寺（台東区今戸）、分骨されて神戸市東灘区住吉東町の鬼塚墓地にも墓碑が建立されている。